# San Francisco
För andra betydelser, se San Francisco (olika betydelser).
San Francisco, officiellt  City and County of San Francisco, är en stad i norra Kalifornien i USA. Staden ligger på änden av en halvö mellan Stilla havet och San Franciscobukten. Det egentliga San Francisco har omkring en miljon invånare, men staden fungerar som nav för området runt bukten (vilket även innefattar städer som San Jose och Oakland) och i området bor det cirka 8,4 miljoner människor.
Namnet kommer från en spansk missionsstation från 1776 som var uppkallad efter Franciskus av Assisi. I och med guldrushen 1848 började staden växa snabbt. Den stora jordbävningen 1906 och de mäktiga bränder som jordbävningen utlöste ödelade stora delar av staden, som dock snabbt återuppbyggdes. San Francisco är berömt för den ofta väldigt kalla sommardimman, de branta kullarna, stilblandningen av viktoriansk och modern arkitektur samt det vackra läget, med stora stränder, som möter havsområdena runt om staden. Berömda attraktioner i staden är Golden Gate-bron, Alcatraz, kabelspårvagnarna, Transamerica-pyramiden, Coit Tower och Chinatown.

## Geografi
Staden som har en yta av 121 km² har en folkmängd om cirka 826 000 invånare (2012). Tillsammans med bland annat Oakland och San Jose bor cirka 8,4 miljoner invånare i storstadsområdet. Staden är en av de ledande handels- och sjöfartsstäderna på den amerikanska västkusten och ett viktigt finanscentrum. 
San Francisco är centralort i den sammanhängande region runt San Franciscobukten som kallas San Francisco Bay Area.

### Andra städer inom samma latitud
- Kaesong, Nordkorea
- Konya, Turkiet
- Seoul, Sydkorea
- Catania, Italien
- Sevilla, Spanien

## Klimat
San Francisco har ett subtropiskt medelhavsklimat med svala till något varma, torra somrar och milda, nederbördsrika vintrar. Temperaturskillnaderna mellan årstiderna är ganska små. Sommartemperaturerna dagtid är omkring 22 °C och motsvarande 11–13° under natten, dock kan temperaturerna ibland stiga till över 30 °C. Vintertid sjunker temperaturerna nästan aldrig till noll och ligger på runt 13–15 °C under dagen och ned till runt 5 °C som kallast. Morgondimma i samband med kyla är mycket vanligt under vår och tidig sommar.
Mest nederbörd får San Francisco mellan november och mars. Årsnederbörden är omkring 510 mm. Staden har 260 dagar med sol per år.
|                                            | Jan | Feb | Mar | Apr | Maj | Jun | Jul | Aug | Sep | Okt | Nov | Dec |
| ------------------------------------------ | --- | --- | --- | --- | --- | --- | --- | --- | --- | --- | --- | --- |
| Normaldygnets maximitemperaturs medelvärde | 14  | 16  | 17  | 18  | 19  | 20  | 20  | 21  | 22  | 21  | 18  | 15  |
| Normaldygnets minimitemperaturs medelvärde | 8   | 9   | 10  | 10  | 11  | 12  | 13  | 13  | 13  | 12  | 10  | 8   |
|                                            |     |     |     |     |     |     |     |     |     |     |     |     |
| Nederbörd                                  | 114 | 113 | 83  | 37  | 18  | 4   | 1   | 1   | 5   | 28  | 80  | 116 |

| Diagram | temperaturer i °C • månadsnederbörd i mm | temperaturer i °C • månadsnederbörd i mm | temperaturer i °C • månadsnederbörd i mm | temperaturer i °C • månadsnederbörd i mm | temperaturer i °C • månadsnederbörd i mm | temperaturer i °C • månadsnederbörd i mm | temperaturer i °C • månadsnederbörd i mm | temperaturer i °C • månadsnederbörd i mm | temperaturer i °C • månadsnederbörd i mm | temperaturer i °C • månadsnederbörd i mm | temperaturer i °C • månadsnederbörd i mm | temperaturer i °C • månadsnederbörd i mm |
|         | 114 14 8                                 | 113 16 9                                 | 83 17 10                                 | 37 18 10                                 | 18 19 11                                 | 4 20 12                                  | 1 20 13                                  | 1 21 13                                  | 5 22 13                                  | 28 21 12                                 | 80 18 10                                 | 116 15 8                                 |

## Historia
San Francisco grundades som missionsstation 1776 av franciskanermunkar till helgonet Franciskus av Assisis ära (därav namnet) i Nya Spanien. Området blev en del av Mexiko efter Mexikanska frihetskriget 1820-1821. Efter Mexikansk-amerikanska kriget 1846-1848 tillföll Kalifornien USA i freden i Guadalupe Hidalgo och upptogs i unionen med 1850 års kompromiss.
Staden ligger i ett seismiskt mycket aktivt område mitt över den nord–sydliga San Andreasförkastningen. Den svåra jordbävningen 1906 ödelade en stor del av staden (28 000 hus och cirka 3 000 döda) och man fruktar nya katastrofer; en större jordbävning inträffade också med Loma Prieta-skalvet 1989.

## Styre och rättsväsen

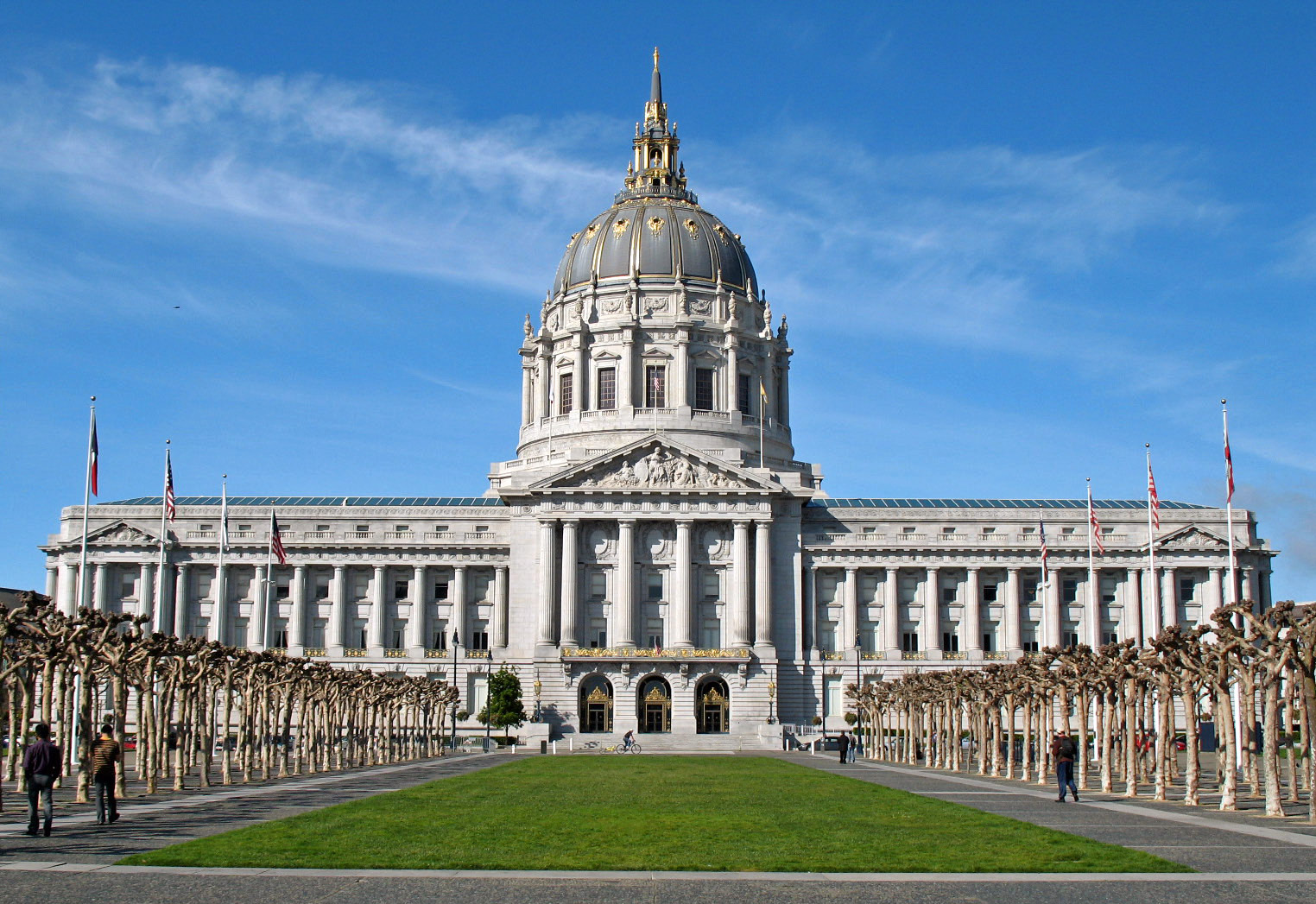
San Francisco City Hall

Stadens formella namn är  City and County of San Francisco, vilket betyder att San Francisco under delstaten Kaliforniens lagstiftning har rättigheter som tillkommer både en stad och ett county. 
Stadens borgmästare (engelska: Mayor of San Francisco) är folkvald och väljs på 4 årig mandatperiod, med ett möjligt omval. Borgmästare sedan juli 2018 är London Breed.
Board of Supervisors är stadens fullmäktigeförsamling och består av 11 ledamöter som väljs i majoritetsval i elva distrikt för 4 åriga mandatperioder.
Borgmästaren utser en professionell förvaltningschef (engelska: City Administrator) efter godkännande av Board of Supervisors.
San Francisco är säte för den federala appellationsdomstolen United States Court of Appeals for the Ninth Circuit.

### Politik och debatt

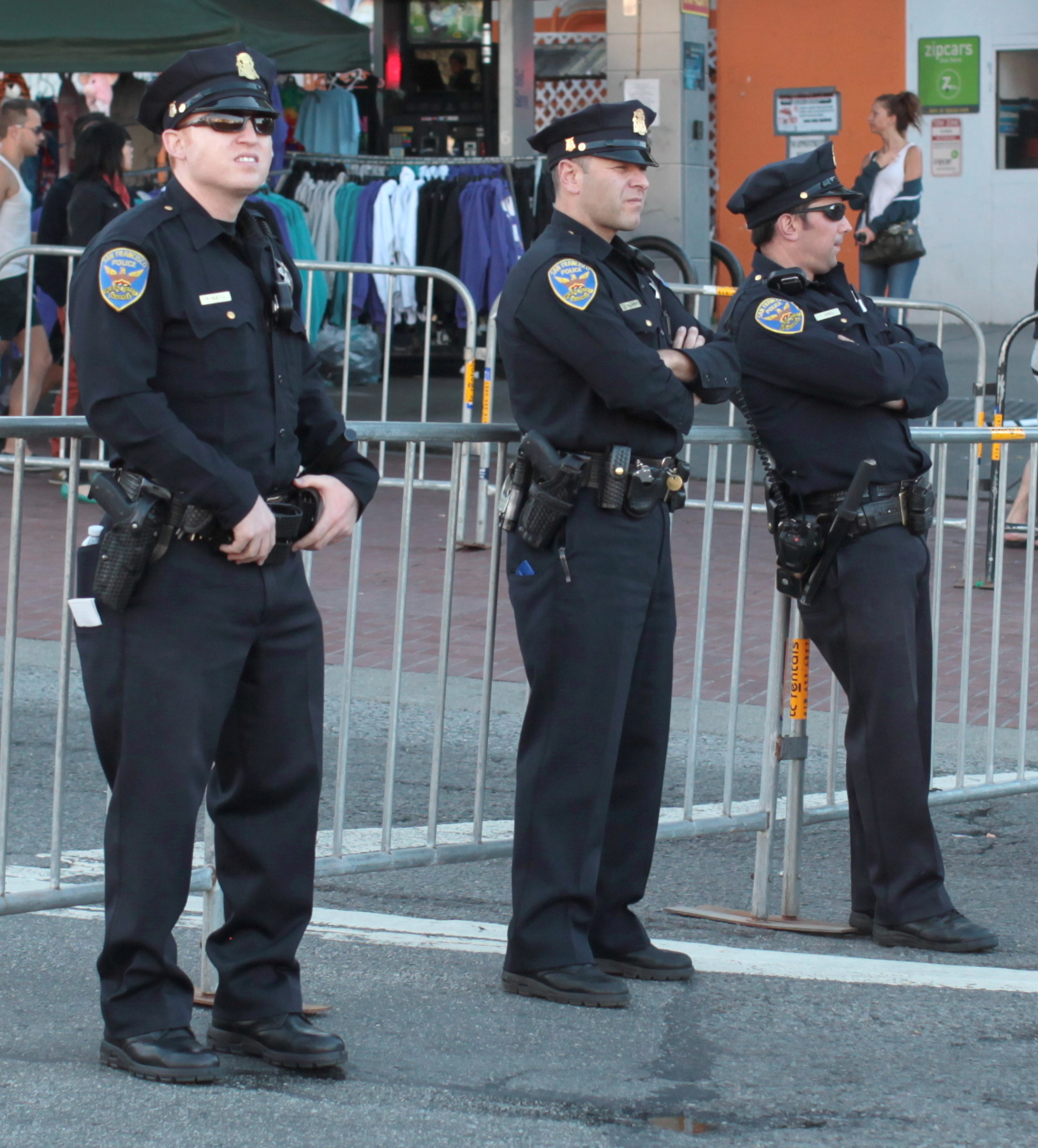
Polismän från San Francisco Police Department.

San Francisco är sedan 1960-talets proteströrelser känd som en vänsterliberal och anti-republikansk stad. Demokratiska partiet har tillsammans med olika vänsterorienterade grupper och partier dominerat stadens politiska liv. Denna trend har också varit tydlig i USA:s presidentval, då den siste republikanen att vinna San Francisco var Dwight Eisenhower i 1956 års presidentval.

## Sevärdheter

Centrala San Francisco från berget Twin Peaks.

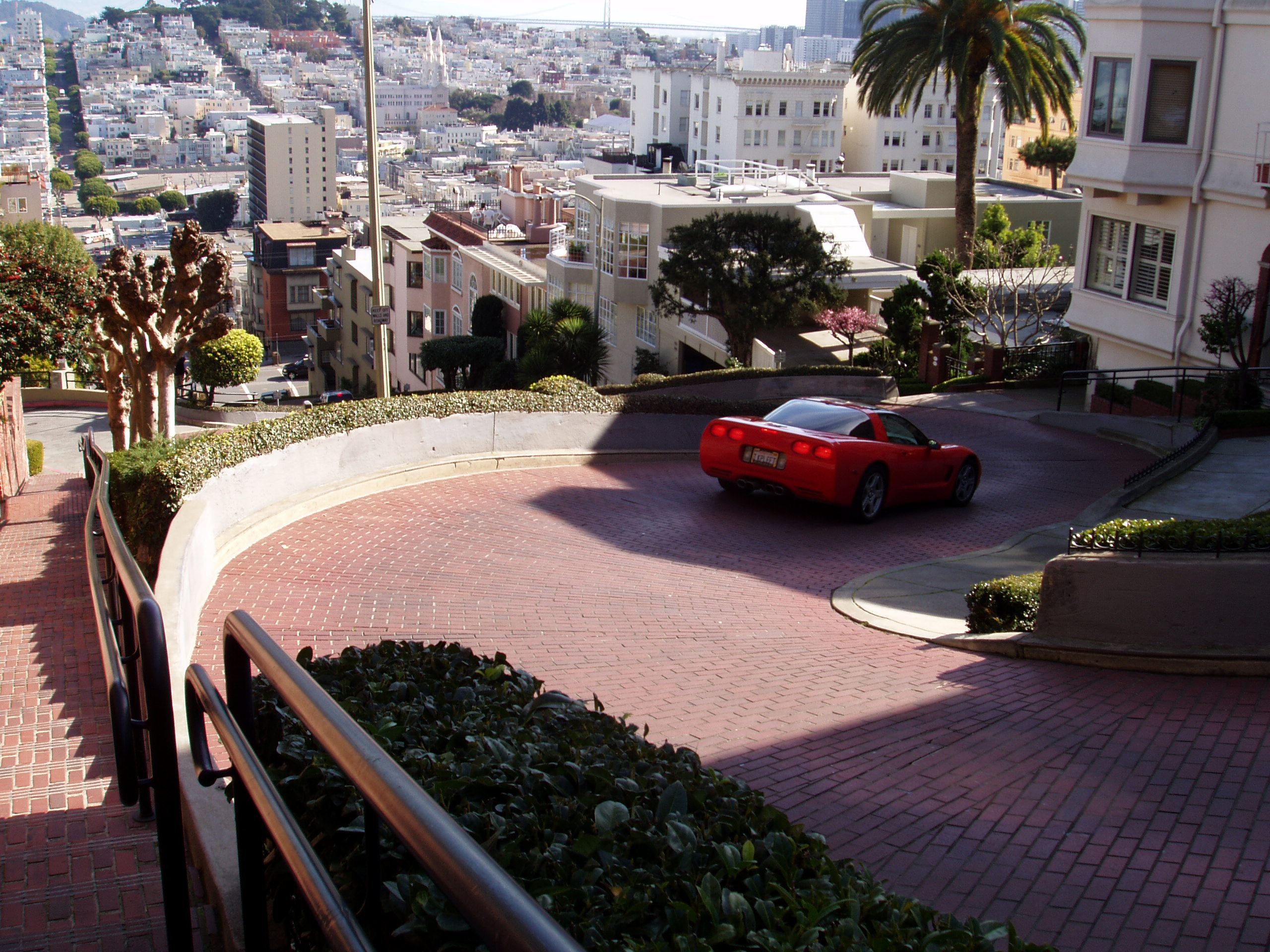
Lombard Street är berömd för att vara ovanligt svårmanövrerad.

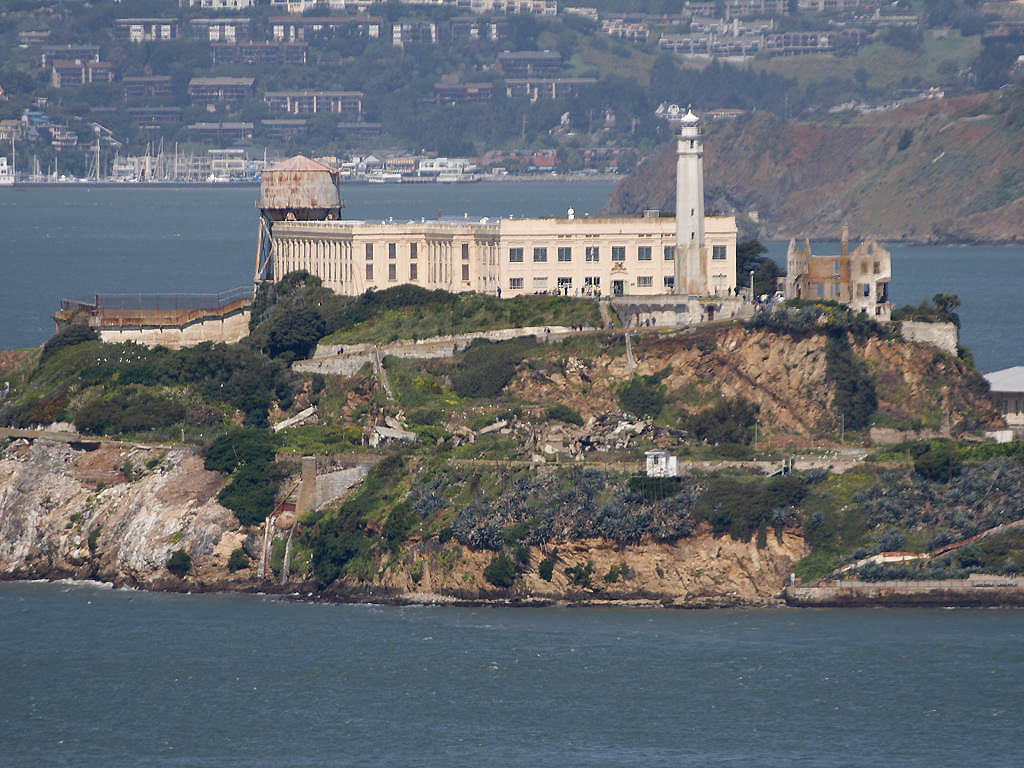
Fängelsemuseet Alcatraz.

- Alcatraz – En fängelseö nära San Francisco.
- Coit Tower – En av stadens kända byggnader.
- Fisherman's Wharf – Hamnområdet med restauranger, affärer samt akvarium.
- Lombard Street – Världens krokigaste gata kallas den för i turistbroschyrer.
- Transamerica Pyramid – En skyskrapa som är pyramidformad.
- 555 California Street – Skyskrapa som är stadens näst högsta byggnad.
- Market Street – Stadens stora och välkända affärsgata.
- Union Square – Ett av stadens mest centrala torg.
- Chinatown – Staden har USA:s näst största Kinastadsdel, efter New York.
- Civic Center – Här finns bland annat stadshuset.
- San Francisco Zoo
- Japanese Tea Garden

San Francisco är bland annat känt för sina branta backar, eftersom gatorna dragits i ett rutnät tvärs över kullarna. De branta backarna ledde till att man i slutet av 1800-talet byggde ett spårvagnssystem med kabelspårvagnar, spårvagnar som dras fram av långa kablar under gatan och som på så sätt kan övervinna de kraftiga stigningarna. Staden är också sedan 1960-talets proteströrelser känd för att vara mot krigspolitik samt känd som en vänsterliberal stad.

## Kommunikationer

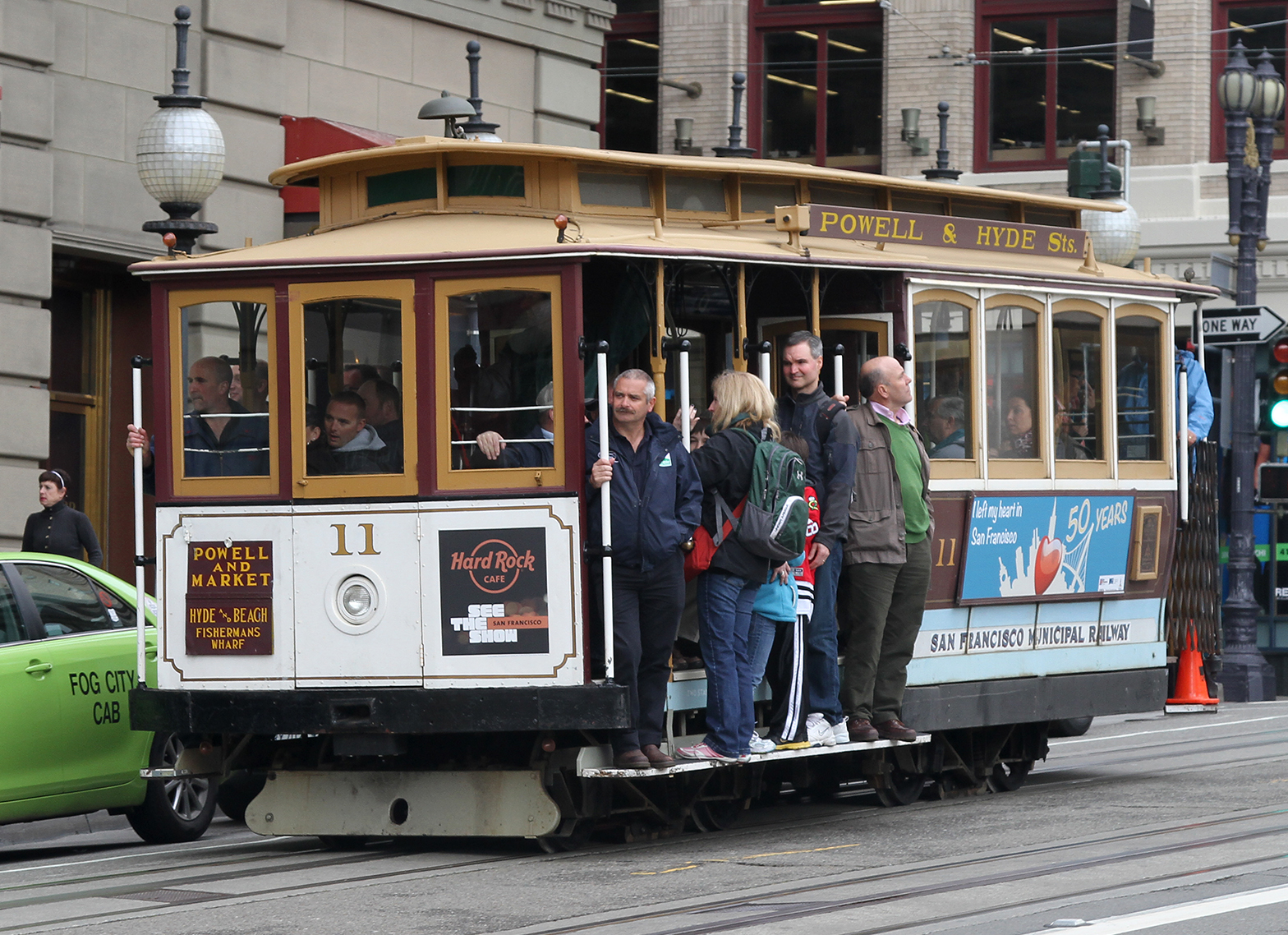
En av stadens karaktäristiska kabelspårvagnar.

Två av stadens broar som korsar San Franciscobukten är även några av stadens mest kända landmärken: Golden Gate-bron samt Oakland-San Francisco Bay Bridge.

### Flygtrafik
Största flygplatsen är San Francisco International Airport som har direktförbindelser med såväl Asien som Europa. I närbelägna Oakland på andra sidan San Franciscobukten ligger Oakland International Airport.

### Kollektivtrafik
San Franciscos allmänna transportmedel är väl utbyggda vilket gör att man klarar sig utmärkt utan bil. Till och från många områden går bussarna 24 timmar om dygnet, med reguljärtrafik mellan kl. 05 och kl. 01 och nattbussar var 30–45:e minut mellan kl. 01 och kl. 05. Bussar, spårvagnar, tunnelbana och pendeltåg binder ihop San Franciscos stadsdelar med närbelägna städer som Oakland och Berkeley. Längs den stora affärsgatan Market Street finns flera underjordiska stationer både för spårvagnar och för tunnelbana samt även en spårvagnslinje som går i gatuplanet. San Francisco är enbart cirka 11 km i diameter, vilket gör det är möjligt att promenera till och från olika delar i hela staden.

### Spårvagn
- Det finns kabelspårvagnar som går längs med San Franciscos branta backar.
- MUNI-spårvagnar går i gatan i förorterna och i tunnel inne i centrala staden.
- Det finns även spårvagnar som enbart går i gatan, till exempel linjen Castro - Fisherman's Wharf

### Tunnelbana
Tunnelbanan BART går under centrala staden och förbinder den med bland annat huvudflygplatsen och olika förorter åt nordöst och sydöst upp till 50 km bort.

### Pendeltåg
Caltrain (pendeltåg) förbinder San Francisco med förorter och städer söderut långt utanför stan, till exempel storstaden San Jose och områden som Silicon Valley. Tåget har förbindelse med spårvägen vid ändstationen i San Franciscos norra del och med BART i förorten Millbrae.

## Gaykultur

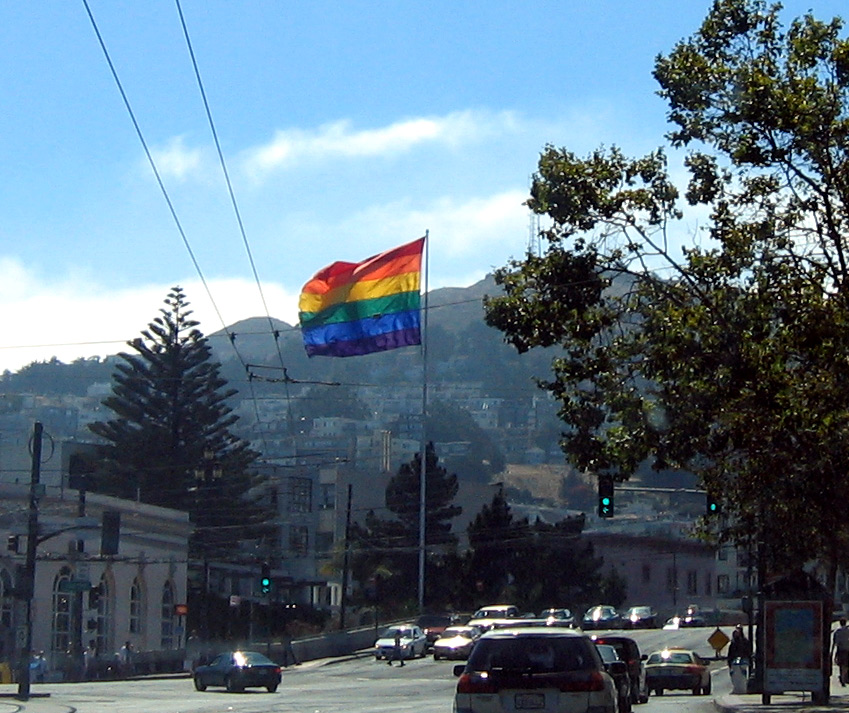
Regnbågsflagga över Harvey Milk Plaza i Castro-området

Sedan andra världskriget har San Francisco dragit till sig många homosexuella män. Det var USA:s militär som systematiskt började hemförlova misstänkta homosexuella militärer. Deras betyg visade då tydligt att de hemförlovats på grund av homosexualitet, vilket gjorde att de fick svårt att återgå till sina tidigare civila liv eller skapa nya. Militärer som stred i Stillahavskriget skeppades alla till basen i San Francisco. Många av dessa män stannade då kvar i staden då det var lättare att träffa likasinnade, och hjälpa varandra till ett arbetsliv. Männen började öppna barer och träffpunkter för homosexuella. Under 1950-talets antikommunistiska ledning av Joseph McCarthy drevs en häxjakt mot bland annat homosexuella inom den amerikanska administrationen som ledde till att ännu fler homosexuella flyttade till San Francisco. 1969 hade San Francisco fler homosexuella personer per invånare än någon annan amerikansk stad. Under 1970-talet bosatte sig allt fler homosexuella i området Castro, som var en gammal arbetarstadsdel där de tidigare invånarna flyttade ut till modernare förorter, och Castro kom att bli ett centrum för homosexuella. Den första öppet homosexuella politikern i Kalifornien, Harvey Milk, blev ledamot i San Franciscos stadsfullmäktige på 1970-talet. Milk var känd för sitt arbete för homosexuellas rättigheter.

## SoMa-distriktet, San Francisco som IT-stad
SoMa-distriktet, South of Market, i sydöstra delen av San Francisco, söder om Market Street, har utvecklats till en av USA:s stora IT-städer de senaste åren. Företag som Twitter och Zynga ligger i SoMa, även mängder med mindre startupföretag har etablerats i SoMa, i nära anknytning till Silicon Valley.

## Sport

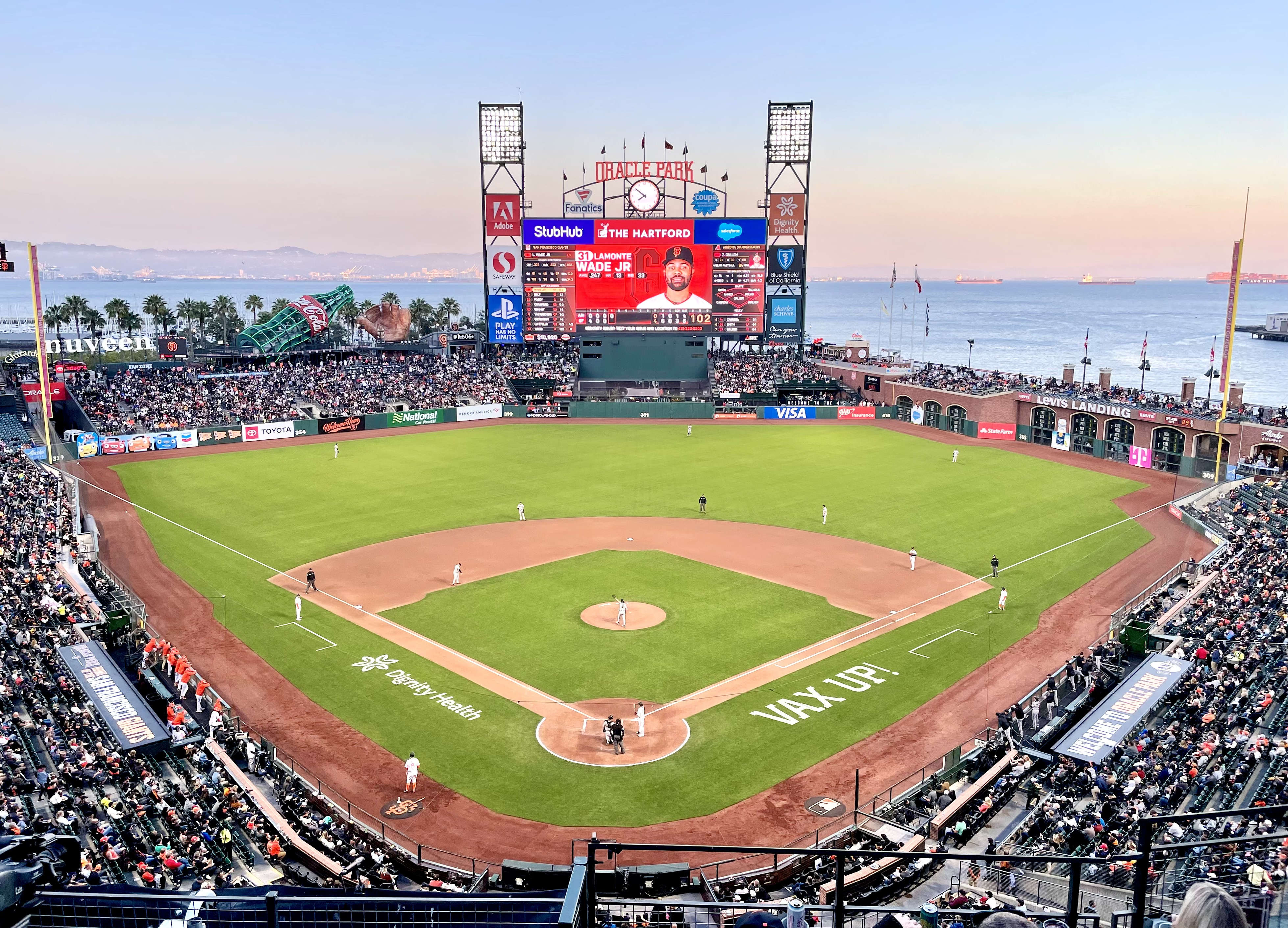
Oracle Park är hemmaarena för San Francisco Giants.

### Professionella lag i de stora lagsporterna
- NFL – amerikansk fotboll
  - San Francisco 49ers
- MLB – baseboll
  - San Francisco Giants
- NBA - basket
  - Golden State Warriors

### Större sportarrangemang
- PGA Tour - Golf
  - Harding Park Golf Course